# Aboubacar Neto
Aboubacar Dramé Neto (Brasília, 16 de fevereiro de 1994) é um jogador de voleibol brasileiro, atuante na posição de oposto, com marca de 364 cm no ataque e 340 cm no bloqueio,  medalhista de bronze nos Jogos Pan-Americanos de Lima em 2019. Atualmente joga no Itambé Minas, desde 07 de maio de 2024.

## Carreira
Filho de malineses, seu pai Moussa trabalhava como cozinheiro na embaixada marfinense e juntamente com sua mãe Koumba migrou para o Brasil após o patriarca ser transferido e se estabelecer no país, sendo que Abouba nasceu na capital federal brasileira e aos oito anos de idade por causa de suas irmãs Mariam, Fatoumata e Aminata resolveu iniciar no voleibol e quase mudou para atuar como volante de futebol, mas retomou a prática brevemente.
No ano de 2013 já defendia as cores da Upis/Brasília quando cursava Sistemas de Informação quando disputou a Superliga Brasileira B 2014-15 terminando na oitava colocação .
Em 2015 disputou também os Jogos Universitários Brasileiros (JUBs).Foi vice-campeão pelo Upis/Brasília no Torneio seletivo para a Superliga Brasileira A de 2015-16 e na Superliga Brasileira B 2015-16 terminou na quinta posição.
No início da temporada 2016-17 o oposto e canhoto Abouba foi anunciado como nova contratação para defender o Minas Tênis Clube , por este clube disputou a edição do Campeonato Mundial de Clubes de 2016 em Betim e Belo Horizontee vestindo a camisa#20finalizando na sétima posição.Pelo Minas Tênis Clube sagrou-se vice-campeão do Campeonato Mineiro de 2016 e finalizou na sexta posição na Superliga Brasileira A 2016-17.
No ano de 2016 disputou os Jogos Universitários Sul-Americanos em Buenos Aires quando terminou com o vice-campeonatoe sagrou-se campeão da Liga do Desporto Universitário 2016 em Brasília.Em 2017 foi convocado para disputar a Universíada de Verão sediada em Taipei terminando na quinta posição.
Na jornada seguinte transfere-se para o Lebes/Gedore/Canoas na temporada 2017-18 e finalizou na oitava colocação na correspondente Superliga Brasileira A.No período de 2018-19 é contratado pelo EMS/Taubaté/FUNVIC e conquistou o título do Campeonato Paulista de 2018depois finalizou na quarta colocação na Copa Libertadores de Voleibol, sendo treinado por Ricardo Navajas, depois por Renan Dal Zotto e conquista o inédito título da correspondente Superliga Brasileira A.
Em 2019 foi anunciado como atleta do time italiano Tonno Callipo Vibo Valentia para a temporada 2019-20 e foi convocado para seleção brasileira e disputou a edição dos Jogos Pan-Americanos de 2019 em Lima participando da conquista da medalha de bronze.
Na temporada 2021-2022, ele se juntou ao Tours, da França a pedido do técnico Marcelo Fronckowiak, com quem participou dos Jogos Pan-Americanos de 2019. Contudo ele sofreu uma ruptura total do tendão de Aquiles direito antes do início do Campeonato Francês, durante uma partida de preparação em 1º de outubro de 2021 contra o Montpellier. Assim assistiu a perda de três finais de seu time (Copa da França, Copa CEV, Liga A).
Abouba retornou as quadras em 7 de outubro de 2022, contra o Chaumont após um ano sem jogar.
Na temporada 2022-2023 com o Tours Volley-Ball, Abouba conquistou a dobradinha com Liga A e Copa da França. O Tours sagrou-se campeão francês, depois de derrotar Chaumont no jogo de volta da final por (3-0) na ida perderam por 0-3 depois vencer o decisivo golden set (15-10). Na final da Copa da França o Tours venceu o Nice em três sets a  zero parciais de (25-21, 25-21, 25-18).

Atualmente joga no Itambé Minas, desde 07 de maio de 2024.

## Títulos e resultados

### Títulos
Vôlei Taubaté
- Superliga Brasileira: 2018–19
- Campeonato Paulista: 2018

Tours Volley-Ball
- Campeonato Francês: 2022–23
- Copa da França: 2022–23
- Supercopa Francesa: 2023

### Resultados
Brasília Vôlei
- Torneio seletivo para a Superliga Brasileira: 2015–16

Minas Tênis Clube
- Campeonato Mineiro: 2016[13]

## Clubes
| Anos             | Clube                                |
| ---------------- | ------------------------------------ |
| 2013–2016        | Vôlei UPIS                           |
| 2016–2017        | Minas Tênis Clube                    |
| 2017–2018        | Lebes/Canoas                         |
| 2018–2019        | EMS Taubaté Funvic                   |
| 2019–2021        | Tonno Callipo Calabria Vibo Valentia |
| 2021–2024 2024 – | Tours Volley-Ball Minas Tênis Clube  |

## Premiações individuais
- 2023: Copa da França – MVP